# Sulpicio Alessandro
Sulpicio Alessandro (latino: Sulpicius Alexander; fl. tardo IV secolo) è stato uno storico romano.

## Biografia
Poco si conosce della vita di Sulpicio. Potrebbe essere identificato con un Alexander tribuno e notarius imperiale presente nel 387 alla corte di Magno Massimo e in buoni rapporti con Simmaco. La sua provenienza galloromana è, comunque, innegabile, visto che nei brani pervenutici simpatizza con gli usurpatori gallici di quest'epoca.

## Historiae
Compose Historiae in almeno quattro libri, che giungevano per lo meno alla morte di Valentiniano II
.
Il suo lavoro è andato perduto, ma 4 frammenti si sono conservati in quanto Gregorio di Tours utilizzò la Storia di Alessandro e quella di Renato Profuturo Frigerido come fonti per la propria Storia dei Franchi. Il primo frammento deriva dal III libro e descrive un'incursione dei Franchi a Colonia, respinta proprio da Magno Massimo; il secondo frammento, dal IV libro, riguarda trattative del 389 d.C., mentre gli altri due trattano, rispettivamente, dell'esautorazione di Valentiniano II e della campagna dell'usurpatore Eugenio nel 393.